# Псамметіх (тиран Коринфа)
Псамметих (дав.-гр. Ψαμμήτιχος) — тиран давньогрецького міста Коринф у 588–585 рр до н. е., небіж Періандра.
Народився у сім'ї тирана Амбракії Горга. Після того як повсталі керкірці вбили Миколая, який був назначений правити Керкірою своїм батьком Періандром, новим правителем був призначений Псамметіх. Після вбивства Лікофрона, сина Періандра, Псамметіх став спадкоємецем свого дядька. Протримався при владі лише кілька років і був вбитий заколотниками, які викинули його труп за межі міста, а будинок тирана зруйнували. Після загибелі Псамметиха в Коринфі було встановлено режим олігархії.